# Borislava Ivanova
Borislava Ivanova, född den 24 november 1966 i Vidin, Bulgarien, är en bulgarisk kanotist.
Hon tog OS-brons i K-4 500 meter i samband med de olympiska kanottävlingarna 1988 i Seoul.